# NGC 2651
NGC 2651 je galaksija u zviježđu Raku.

## Vanjske poveznice
- SEDS: NGC 2651